# La Grande Interrogation
La Grande Interrogation (titre original : The Great Interrogation) est une nouvelle américaine de Jack London publiée aux États-Unis en 1900.

## Historique
La nouvelle est publiée initialement dans le périodique Ainslee's Magazine (en), en décembre 1900, avant d'être reprise dans le recueil Le Dieu de ses pères en mai 1901.

## Éditions

### Éditions en anglais
- The Great Interrogation, dans le périodique Ainslee's Magazine (en), décembre 1900.
- The Great Interrogation, dans le recueil The God of his Fathers & Other Stories, New York ,McClure, Phillips & Co., 1901

### Traductions en français
- La Grande Interrogation, traduit par M. S. Joubert, in Le Fils du loup, Paris, L’Édition Française illustrée, 1920.
- La Grande Interrogation, traduit par François Specq, Gallimard, 2016[1].

## Sources
- « Bibliographie de Jack London », sur jack-london.fr (consulté le 20 février 2024)